# Кеплерови закони
У астрономији, Кеплерови закони о кретању планета, које је објавио Јохан Кеплер између 1609. и 1619. године, описују орбите планета око Сунца. Закони су модификовали хелиоцентричну теорију Николе Коперника, замењујући њене кружне орбите и епицикле елиптичним путањама и објашњавајући како се планетарне брзине разликују. Три закона наводе да:
1. Све планете се крећу по елипсама којима је једно од жаришта Сунце.
2. Радијус вектор (проводница) Сунце-планета (дужина која спаја средиште Сунца и тренутни положај планете), прелази у једнаким временским размацима једнаке површине.
3. Квадрати опходних времена планета пропорционални су кубовима њихових средњих удаљености од Сунца.

Елиптичне орбите планета су назначене прорачунима орбите Марса. Из овога је Кеплер закључио да и друга тела у Сунчевом систему, укључујући она удаљенија од Сунца, такође имају елиптичне орбите. Други закон помаже да се утврди да када је планета ближа Сунцу, она путује брже. Трећи закон изражава да што је планета удаљенија од Сунца, то је њена орбитална брзина спорија и обрнуто.
Исак Њутн је 1687. показао да ће се односи попут Кеплерових применити у Сунчевом систему као последица његових сопствених закона кретања и закона универзалне гравитације.
Прецизнији историјски приступ налази се у Astronomia nova и Epitome Astronomiae Copernicanae.

## Поређење са Коперником
Закони Јоханеса Кеплера су побољшали Коперников модел. Према Копернику:
- Планетарна орбита је круг са епициклима.
- Сунце је приближно у центру орбите.
- Брзина планете у главној орбити је константна.

Иако је био у праву када је рекао да се планете окрећу око Сунца, Коперник није адекватно је дефинисао њихове орбите. Кеплер је тачно дефинисао орбиту планета на следећи начин:
- Планетарна орбита није круг са епициклима, већ елипса.
- Сунце није у центру, већ у фокусној тачки елиптичне орбите.
- Ни линеарна брзина ни угаона брзина планете у орбити нису константне, али је површинска брзина (историјски блиско повезана са концептом угаоног момента) константна.

Ексцентрицитет Земљине орбите чини време од мартовске до септембарске равнодневице, око 186 дана, неједнаким времену од септембарске до мартовске равнодневице, око 179 дана. Пречник би пресекао орбиту на једнаке делове, али раван кроз Сунце паралелна са екватором Земље пресеца орбиту на два дела са површинама у односу 186 према 179, тако да је ексцентрицитет Земљине орбите приближно
{\displaystyle e\approx {\frac {\pi }{4}}{\frac {186-179}{186+179}}\approx 0.015,}
што је близу тачној вредности (0,016710218). Тачност овог прорачуна захтева да два изабрана датума буду дуж мале осе елиптичне орбите и да средине сваке половине буду дуж главне осе. Пошто су два датума изабрана овде равнодневнице, ово ће бити тачно када перихел, датум када је Земља најближа Сунцу, падне на солстициј. Тренутни перихел, близу 4. јануара, прилично је близу солстицију 21. или 22. децембра.

## Номенклатура
Било је потребно скоро два века да садашња формулација Кеплеровог дела поприми свој устаљени облик. Волтерови Eléments de la philosophie de Newton (Елементи Њутнове филозофије) из 1738. године била је прва публикација која је користила терминологију „закона“. Биографска енциклопедија астронома у свом чланку о Кеплеру (стр. 620) наводи да је терминологија научних закона за ова открића била актуелна барем од времена Жозефа де Лаланда. Управо је излагање Роберта Смола, у Извештају о астрономским открићима Кеплера (1814) које је сачинило скуп од три закона, додавањем трећег. Смол је такође тврдио, против историје, да су то били емпиријски закони, засновани на индуктивном закључивању.
Даље, тренутна употреба „Кеплеровог другог закона”" је донекле погрешна. Кеплер је имао две верзије, повезане у квалитативном смислу: „закон удаљености“ и „закон области“. „Закон области“ је оно што је постало Други закон у скупу од три; али сам Кеплер то није привилеговао на тај начин.

## Први Кеплеров закон
Планете се крећу по елиптичким путањама у којем се у једном од фокуса налази центар масе, сунце.
{\displaystyle r={\frac {p}{1+\varepsilon \cos \phi }}}

### Доказ
Напише се Лагранжева функција за Сунчев систем (неку планету):{\displaystyle L=T-V={\frac {1}{2}}mv^{2}-{\Bigl (}-{\frac {\gamma Mm}{r}}{\Bigr )}={\frac {1}{2}}m{\Bigl (}{dr \over dt}{\Bigr )}^{2}+{\frac {1}{2}}mr^{2}{\Bigl (}{d\phi  \over dt}{\Bigr )}^{2}+{\frac {\gamma Mm}{r}}},
где је m — маса планете, М — маса Сунца, γ — univerzalna gravitaciona konstanta, {\displaystyle \gamma =6\,67\cdot 10^{-11}{\frac {[N][m]^{2}}{[kg]^{2}}}}, r — растојање између Сунца и планете, {\displaystyle {dr \over dt}}-радијална брзина и {\displaystyle r{d\phi  \over dt}} — азимутална брзина
Сада се може уочити једна константа кретања користећи Лагранжове једначине:
{\displaystyle -{d \over dt}{\Bigl (}{\frac {\partial L}{\partial {\dot {\phi }}}}{\Bigr )}+{\frac {\partial L}{\partial \phi }}=0}
Kako je {\displaystyle {\frac {\partial L}{\partial \phi }}=0} то је {\displaystyle {\frac {\partial L}{\partial {\dot {\phi }}}}=const}, односно {\displaystyle mr^{2}{\dot {\phi }}=p_{\phi }} је константа кретања или момент импулса планете у односу на Сунце. Сада напишимо Хамилтонову функцију система, која у случају конзервативних сила представља и укупну енергију система:{\displaystyle H=T+V={\frac {1}{2}}mv^{2}-{\frac {\gamma Mm}{r}}=E} или {\displaystyle {\frac {1}{2}}m{\dot {r}}^{2}+{\frac {1}{2}}{\frac {p_{\phi }^{2}}{mr^{2}}}-{\frac {\gamma Mm}{r}}=E}; одавде је:
{\displaystyle {\dot {r}}={dr \over dt}={\sqrt {{\frac {2E}{m}}-{\frac {{\dot {p_{\phi }}}^{2}}{m^{2}r^{2}}}+2{\frac {\gamma M}{r}}}}}. Елиминише се променљива t сменом: {\displaystyle {\dot {r}}={\frac {d\phi }{d\phi }}{\frac {dr}{dt}}={\frac {d\phi }{dt}}{\frac {dr}{d\phi }}={\frac {p_{\phi }}{mr^{2}}}{\frac {dr}{d\phi }}={\sqrt {{\frac {2E}{m}}-{\frac {{p_{\phi }}^{2}}{m^{2}r^{2}}}+2{\frac {\gamma M}{r}}}}}
Уведе се смена:{\displaystyle {\frac {p_{\phi }}{mr}}=u}; {\displaystyle du=-{\frac {p_{\phi }dr}{mr^{2}}}}, па једначина изнад прелази у:
{\displaystyle -{\frac {du}{\sqrt {{\frac {2E}{m}}-u^{2}+2{\frac {\gamma Mmu}{p_{\phi }}}}}}=d\phi }<=> {\displaystyle -{\frac {du}{\sqrt {{\frac {2E}{m}}+{\Bigl (}{\frac {\gamma Mm}{p_{\phi }}}{\Bigr )}^{2}-{\Bigl (}u-{\frac {\gamma Mm}{p_{\phi }}}{\Bigr )}^{2}}}}=d\phi }
Сменом: {\displaystyle z={\frac {u-{\frac {\gamma Mm}{p_{\phi }}}}{\sqrt {{\frac {2E}{m}}+{\Bigl (}{\frac {\gamma Mm}{p_{\phi }}}{\Bigr )}^{2}}}}}=> {\displaystyle {\frac {-dz}{\sqrt {1-z^{2}}}}=d\phi }=> {\displaystyle z=\cos \phi }=> {\displaystyle {\frac {p_{\phi }}{mr}}-{\frac {\gamma Mm}{p_{\phi }}}={\sqrt {{\frac {2E}{m}}+{\Bigl (}{\frac {\gamma Mm}{p_{\phi }}}{\Bigr )}^{2}}}\cos \phi }=> {\displaystyle r={\frac {\frac {p_{\phi }}{m}}{{\frac {\gamma Mm}{p_{\phi }}}+{\sqrt {{\frac {2E}{m}}+{\Bigl (}{\frac {\gamma Mm}{p_{\phi }}}{\Bigr )}^{2}}}\cos \phi }}}
{\displaystyle r={\frac {\frac {p_{\phi }^{2}}{\gamma Mm^{2}}}{1+{\sqrt {1+{\frac {2Ep_{\phi }^{2}}{\gamma ^{2}M^{2}m^{3}}}}}\cos \phi }}}={\displaystyle r={\frac {p}{1+\varepsilon \cos \phi }}}

## Други Кеплеров закон
Радијус вектор Сунце—планета у једнаким временским интервалима описује једнаке површине.
Овај закон се математички може представити изразом:
{\displaystyle r^{2}{\frac {d\theta }{dt}}=const}
Доказ следи из: {\displaystyle mr^{2}{\dot {\phi }}=p_{\phi }}

## Трећи Кеплеров закон
Квадрати периода обиласка планета око сунца (T) сразмерни су кубовима великих полуоса (a) њихових путања.
Математички, овај закон се може написати изразом:
{\displaystyle {\frac {a_{1}^{3}}{T_{1}^{2}}}={\frac {a_{2}^{3}}{T_{2}^{2}}}=const}

### Доказ
Пође се од израза:{\displaystyle r={\frac {p}{1+\varepsilon \cos \phi }}} и примети да је {\displaystyle r={\frac {p}{1-\epsilon }}=a+e};{\displaystyle \phi =\pi } и:
{\displaystyle r={\frac {p}{1+\epsilon }}=a-e};{\displaystyle \phi =0}, а — велика полуоса елипсе; е — ексцентритет елипсе или растојање фокуса од центра елипсе; b — мала полуоса, {\displaystyle b={\sqrt {a^{2}-e^{2}}}}
{\displaystyle a={\frac {p}{1-\epsilon ^{2}}}}, {\displaystyle e=a\epsilon }; {\displaystyle b=a{\sqrt {1-\epsilon ^{2}}}}
У овом случају: {\displaystyle p={\frac {p_{\phi }^{2}}{\gamma Mm^{2}}}}; {\displaystyle 1-\epsilon ^{2}=-{\frac {2Ep_{\phi }^{2}}{\gamma ^{2}M^{2}m^{3}}}}; {\displaystyle a=-{\frac {\gamma Mm}{2E}}}
Како је површина елипсе: {\displaystyle S=\pi ab=\int _{0}^{T}{r^{2}{\dot {\phi }}dt}}= {\displaystyle \int _{0}^{T}{{\frac {p_{\phi }}{m}}dt}={\frac {p_{\phi }}{m}}T}
{\displaystyle \pi ab=\pi a^{2}{\sqrt {1-\epsilon ^{2}}}={\frac {p_{\phi }}{m}}T}<=> {\displaystyle \pi ^{2}a^{4}{\Bigl (}1-\epsilon ^{2}{\Bigr )}={\frac {p_{\phi }^{2}}{m^{2}}}T^{2}}
{\displaystyle {\frac {p_{\phi }^{2}}{m^{2}}}T^{2}=\pi ^{2}{\frac {\gamma ^{4}M^{4}m^{4}}{16E^{4}}}{\frac {2Ep_{\phi }^{2}}{\gamma ^{2}M^{2}m^{3}}}}<=> {\displaystyle T^{2}={\frac {\pi ^{2}\gamma ^{2}M^{2}m^{3}}{8E^{3}}}=\pi ^{2}a^{3}}